# Lista ducilor de Amalfi
Republica Amalfi a fost guvernată în secolele al X-lea și al XI-lea de o serie de duci, uneori numiți dogi, prin analogie cu Republica Veneția, una dintre Republicile maritime rivale. Înainte ca ducatul să fie oficial creat în 957, la conducere s-au înregistrat diferiți patricieni. Ducatul de Amalfi a constituit una dintre cele mai timpurii republici maritime renumite în Mediterana, rivalizând cu orașele negustorești din nordul Italiei.

## Conducători timpurii

### Prefecți (839–914)
Primul guvernator al orașului a fost ales în (839).
- 839–860 Marin
- 860 Sergiu
- 860 Maurus
- 866–cca. 870 Marinus, a doua guvernare
- 866–879 Pulcharius
- 879–898 Ștefan
- 898–914 Manso

### Patricieni (judecători) (914–957)
Mastalus a fost ales ca judecător în 914, fiind înlocuită funcția de prefect.
- 914–953 Mastalus I
  - 920–931 Leon
  - 939–947 Ioan
- 953–957 Mastalus al II-lea

## Duci

### Duci independenți (957–1073)
Mastalus a devenit duce de Amalfi, devenind astfel un stat la același rang cu ducatele de Gaeta și Neapole.
- 957–958 Mastalus al II-lea
- 958–966 Sergiu I
- 966–1004 Manso I, de asemenea principe de Salerno (981–983)
  - 984–986 Adelfer, în opoziție cu Manso
- 1004–1007 Ioan I, de asemenea principe de Salerno (981–983)
- 1007–1028 Sergiu al II-lea
- 1028–1029 Manso al II-lea, împreună cu
  - 1028–1029 Maria, mama sa
- 1029–1034 Ioan al II-lea
- 1034–1038 Manso al II-lea, a doua oară (împreună cu Maria)
- 1038–1039 Ioan al II-lea, a doua oară (împreună cu Maria)
- 1039–1052 Guaimar I, de asemenea principe de Salerno (1027–1052)
  - 1043–1052 Manso al II-lea, a treia oară
  - 1047–1052 Guaimar al II-lea, împreună cu tatăl său
- 1052–1069 Ioan al II-lea, a treia oară
- 1069–1073 Sergiu al III-lea
- 1073 Ioan al III-lea

### Dominația normandă
Amalfi a fost cucerit de către normanzii conduși de Robert Guiscard, duce de Apulia. La un moment dat, fiul acestuia, Guy a fost făcut duce de Amalfi. Cu toate acestea, locuitorii din Amalfi s-au răsculat în două rânduri împotriva normanzilor, prima dată alegând pe fostul principe de Salerno, Gisulf, iar a doua oară pe un napolitan al familiei ducale din Neapole.
- 1088–1089 Gisulf, de asemenea principe de Salerno (1052–1077)
- 1096–1100 Marin Sebastus